# Chrysolina interstincta
Chrysolina interstincta (лат.) — вид жуков подсемейства хризомелин семейства листоедов. Относится к подроду Chalcoidea.

## Описание
Длина тела имаго 5,5-8 мм. В кариотипе насчитывается 20 пар хромосом.

## Подвиды
Включает четыре подвида
- Chrysolina interstincta coiffati Bechyné, 1949
- Chrysolina interstincta graellsi (Perez Arcas, 1872)
- Chrysolina interstincta interstincta (Suffrian, 1851)
- Chrysolina interstincta subseriata (Suffrian, 1851)

## Распространение
Распространён в Италии, Испании и Франции.